# Szepesszentlőrinc
Szepesszentlőrinc (1899-ig Brutóc, szlovákul: Brutovce, németül: Brutowitz) falu Szlovákiában, az Eperjesi kerület Lőcsei járásában.

## Fekvése
Lőcsétől 20 km-re északkeletre, a Branyiszkó-hegységben található.

## Története
A falu az 1260-as években keletkezett Ragyóc határában, 1319-ben „Brotouch a. n. Senthlorinch” néven említik először. 1351-ben „Scenthlewrinch”, 1494-ben „Bruttocz” alakban szerepel a korabeli forrásokban. 1553-ban 3 elhagyott gazdaság és 28 zsellérház állt a faluban. 1787-ben 35 házában 354 lakos élt, közülük 8 nemes volt.
A 18. század végén Vályi András így ír róla: „BRUTÓTZ. Villa Laurentii Brutovitza. Tót falu Szepes Vármegyében, birtokosa a’ Religyiói kintstár, fekszik Szepes Várallyától nem meszsze, ambár határja a’ hegyek megett van, és itten a’ havak későbben olvadván soványságot okoznak; de mivel legelője, és mind a’ kétféle fája van, Szepes Várallya Mező Városban alkalmatos keresetre való módgya, a’ második Osztályba tétetett.”
1828-ban 63 háza és 459 lakosa volt. Lakói mezőgazdasággal, szövéssel foglalkoztak. Később főként mezőgazdasági idénymunkákkal foglalkoztak és a környék üzemeiben dolgoztak.
Fényes Elek 1851-ben kiadott geográfiai szótárában így ír a faluról: „Brutócz, tót falu, Szepes vármegyében, Sáros vgye szélén, Berzeviczéhez 1 1/2 mfdnyire: 451 kath., 8 evang. lak. Kath. paroch. templom. Jó legelő a hegyekben. Erdő. F. u. Horváth, Jancsó, s. m.”
A trianoni diktátum előtt Szepes vármegye Szepesváraljai járásához tartozott.

## Népessége
| Év:            | 1994. | 2004.   | 2014.    | 2024.    |
| -------------- | ----- | ------- | -------- | -------- |
| Emberek száma: | 238   | 217     | 188      | 144      |
| Eltérés:       |       | -8,82 % | -13,36 % | -23,40 % |

| Év:            | 2023. | 2024.   |
| -------------- | ----- | ------- |
| Emberek száma: | 146   | 144     |
| Eltérés:       |       | -1,36 % |

1910-ben 526, túlnyomórészt szlovák lakosa volt.
2001-ben 221 lakosából 220 szlovák volt.
2011-ben 197 lakosából 186 szlovák.

## Nevezetességei
- Római katolikus temploma a 14. század első felében épült gótikus stílusban, a 18. és a 20. században megújították. Az oltáron álló Madonna-szobor 15. századi, ezen kívül még több 14. századi szobra is van. Harangját 1524-ben öntötték.
- A faluban számos népi építésű jellegzetes fa lakóház található.